# Gat (město)

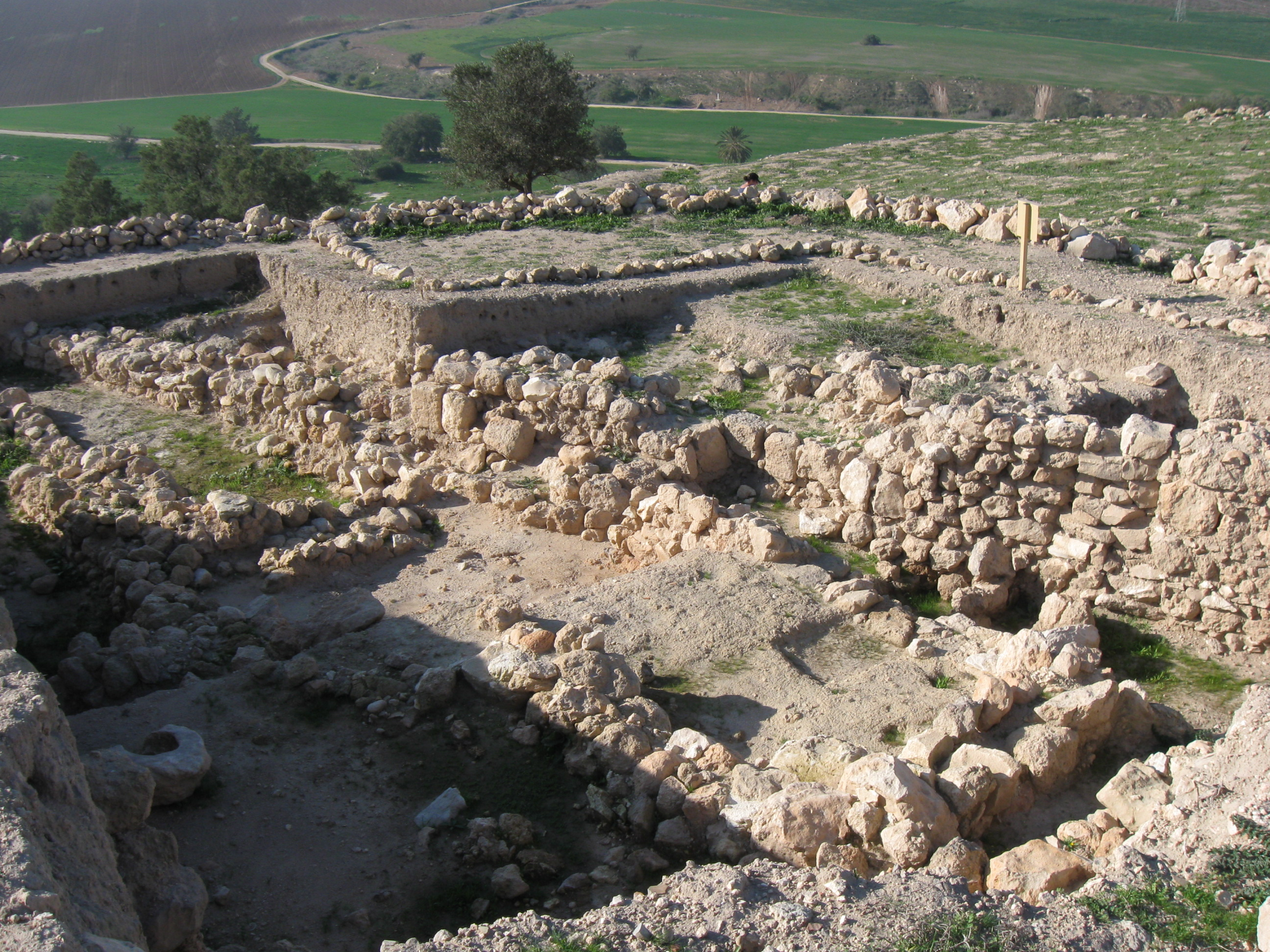
Část pozůstatků Tell es-Safi

Gat nebo Gath bylo ve starověku jedno z pěti měst pelištejského svazu na území dnešního Izraele. Nacházelo se v severovýchodní Pelišteji, blízko hranic s Judou. Gat je několikrát zmíněn v bibli, jeho existenci potvrzují také nalezené nápisy. Město, které mělo velký význam již v době bronzové, je pravděpodobně zmíněno v dopisech z El-Amarny, kde je označováno názvem Gimti či Gintu a měli mu vládnout dva králové, Šuwardata a Abdi-Aštarti.
Nejpravděpodobnějším místem, kde se město Gat nacházelo, je archeologická lokalita (tell), arabsky pojmenovaná Tell es-Safi a hebrejsky Tel Zafit v národním parku Tel Zafit. Žádný kámen s názvem města, který by jeho existenci v lokalitě dokazoval, však k roku 2025 objeven nebyl.